# Бастауський сільський округ
Баста́уський сільський округ (каз. Бастау ауылдық округі, рос. Бастауский сельский округ) — адміністративна одиниця у складі Атбасарського району Акмолинської області Казахстану. Адміністративний центр та єдиний населений пункт — село Бастау.
Населення — 1046 (2021; 1488 у 2009, 1674 у 1999, 1930 у 1989).
Станом на 1989 рік існували Адирська сільська рада (село Адир) та Новоалександровська сільська рада (село Новоалександровка), з 1993 року — Новоалександровський сільський округ. Пізніше селище Адир утворило окремий Адирський сільський округ. 2016 року сільський округ отримав сучасну назву.